# Mo'Jones
Mo'Jones is een band uit Sittard, geformeerd rond de broers Jan (basgitaar, zang) en Ron van der Burgt (gitaar, zang).

De groep maakt een mengeling van funk, soul, pop en Rock.
De band speelde al in het voorprogramma van Level 42 (2002) en tijdens het North Sea Jazz Festival (2003).
In 2006 speelde de band op het Pinkpop-festival in Landgraaf.

## Discografie

### Albums
| Album met eventuele hitnotering(en) in de Nederlandse Album Top 100 | Datum van verschijnen | Datum van binnenkomst | Hoogste positie | Aantal weken | Opmerkingen |
| ------------------------------------------------------------------- | --------------------- | --------------------- | --------------- | ------------ | ----------- |
| Strong man                                                          | 2002                  | -                     |                 |              |             |
| My world                                                            | 2005                  | -                     |                 |              |             |
| Middle aged angry young men                                         | 2007                  | -                     |                 |              |             |

### Singles
| Single met eventuele hitnotering(en) in de Nederlandse Top 40 | Datum van verschijnen | Datum van binnenkomst | Hoogste positie | Aantal weken | Opmerkingen                                                     |
| ------------------------------------------------------------- | --------------------- | --------------------- | --------------- | ------------ | --------------------------------------------------------------- |
| Where the sun stopped shining                                 | 2001                  | -                     |                 |              | met Beverly Skeete en Claudia Fontaine / #31 in de Mega Top 100 |
| Little love songs                                             | 2002                  | -                     |                 |              |                                                                 |
| You cannot stop me                                            | 2002                  | -                     |                 |              |                                                                 |
| Revolution                                                    | 2003                  | -                     |                 |              |                                                                 |
| How the wind blows                                            | 2003                  | -                     |                 |              | #93 in de Mega Top 100                                          |
| Always the same                                               | 2005                  | -                     |                 |              |                                                                 |
| Child                                                         | 2006                  | -                     |                 |              |                                                                 |
| Hey you                                                       | 2007                  | -                     |                 |              |                                                                 |